# Gra o tron (powieść)
Gra o tron (ang. A Game of Thrones) – powieść z gatunku fantasy, pierwszy tom sagi Pieśń lodu i ognia George’a R.R. Martina. Pierwsze wydanie w języku angielskim miało premierę 1 sierpnia 1996 roku. Polski przekład ukazał się w roku 1998 nakładem wydawnictwa Zysk i S-ka. Akcja książki toczy się w fikcyjnym świecie na kontynentach Westeros i Essos, gdzie pory roku mogą trwać wiele lat.
Na podstawie powieści powstał serial Gra o tron realizowany przez telewizję HBO, a także gra fabularna, gra planszowa oraz gry komputerowe.

## Fabuła

### W Siedmiu Królestwach
Lord Eddard Stark, pan na Winterfell osobiście zabija dezertera z Nocnej Straży, bractwa strzeżącego Siedmiu Królestw Westeros. Wracając z synami Robbem i Branem Starkami, Jonem Snowem i uczniem Theonem Greyjoyem, znajdują sześć młodych wilkorów - cztery samce i dwie samice, co zbiega się z liczbą i płcią dzieci Lorda Starka - i postanawiają wziąć je dla siebie.
Lord Eddard Stark gości władcę całego królestwa, Roberta Baratheona, i jego żonę Cersei Lannister. Król Robert prosi Eddarda, swego starego przyjaciela, o przyjęcie stanowiska Królewskiego Namiestnika – drugiej po królu najważniejszej osoby w państwie. Eddard początkowo odmawia, zaniepokojony tym, że poprzedni namiestnik, Jon Arryn, nagle zmarł, jednak później przyjmuje stanowisko namiestnika. Jego syn Bran, wspinając się na wieżę Winterfell, zobaczył królową z jej bratem podczas stosunku płciowego. Jaime, brat bliźniak królowej, zrzuca go z wieży, wierząc, że zginie. Ku jego zdziwieniu Bran przeżył, ale jest w śpiączce.
Lord Eddard udaje się do Królewskiej Przystani ze swoimi córkami – Sansą i Aryą. Odkrywa tam, że dwór jest pełen intryg i krwawych sekretów. Podczas gdy Bran jest w stanie śpiączki, następuje nieudana próba zabójstwa. Po tym zdarzeniu Catelyn Stark zmierza na południe, aby podzielić się z mężem nowiną o próbie morderstwa syna. Catelyn podejrzewa o to Lannisterów, co powoduje napięcie między rodami, mogące być przyczyną rychłej wojny domowej. Owo zachwianie równowagi zauważa dawny wróg z dalekiej północy oddzielony monumentalnym Murem.

### Na Murze
Jon Snow, syna Neda, zostaje zainspirowany przez swojego wuja, Benjena Starka, do dołączenia do Nocnej Straży, ale staje się rozczarowany, gdy odkrywa, że jego podstawową funkcją jest kolonia karna. Jon jednoczy swoich kolegów rekrutów przeciwko ich surowemu instruktorowi i chroni otyłego, ale dobrodusznego i inteligentnego Samwella Tarly'ego. Jon zostaje mianowany zarządcą przywódcy Straży, Lorda Komandora Jeora Mormonta, co czyni go potencjalnym następcą Mormonta. Benjen nie wraca z wyprawy na północ od Muru. Sześć miesięcy później odnaleziono zwłoki dwóch mężczyzn z jego grupy; te ożywiają się jako nieumarłe upiory.
Kiedy wiadomość o egzekucji ojca dociera do Jona, próbuje dołączyć do Robba przeciwko Lannisterom, ale zostaje przekonany, aby pozostać lojalnym wobec Straży. Następnie Mormont deklaruje zamiar marszu na północ, aby znaleźć Benjena, martwego lub żywego, i zbadać pogłoski o "Królu za Murem" jednoczącym dzikich ludzi.

### Na wschodzie
Trzynastoletnia Daenerys Targaryen, córka nieżyjącego króla Aerysa Targaryena, zostaje sprzedana przez swojego brata Viserysa Khalowi Drogo – władcy plemienia Dothraków. W zamian za rękę siostry Viserys ma otrzymać armię zdolną do podbicia Westeros oraz do odzyskania tronu należącego kiedyś do jego rodu. Niedługo po tym ślubie Viserys zaczyna odsłaniać swoją niepoczytalną naturę odziedziczoną po ojcu, co prowadzi do jego śmierci z ręki Drogo.
Tymczasem Daenerys, początkowo przerażone dziecko wydane za obcego mężczyznę, odnajduje swoje miejsce wśród ludzi z plemienia. Odkrywa w sobie miłość do męża, zachodzi z nim w ciążę. Podczas rabowania wioski Drogo zostaje ranny. Daenerys prosi szamankę o pomoc, która, poświęcając życie ich nienarodzonego dziecka, ratuje Drogo, ale pozostawia go w stanie wegetacji. Daenerys decyduje, że nie jest w stanie mu pomóc, i postanawia spalić go na stosie. Podczas ceremonii pogrzebowej Daenerys razem z trzema smoczymi jajami wchodzi w płomienie. Gdy ogień przygasa, niezraniona Dany pojawia się razem z trzema wyklutymi smokami.

## Narracja
Saga Pieśń lodu i ognia jest opowieścią widzianą oczyma wielu ludzi, często przebywających od siebie bardzo daleko. W pierwszej części sagi można wyróżnić dziewięcioro bohaterów, z których perspektywy opisywane są wydarzenia:
- Will – zwiadowca Nocnej Straży, występuje tylko w prologu.
- Eddard Stark – nazywany Nedem, władca Winterfell, zamku położonego na północy krainy Westeros. Ma wielu wasali, a jego ród należy do najstarszych i najbardziej liczących się w królestwie. Jest starym przyjacielem króla Roberta Baratheona, z którym obalił rządy ostatniego króla z dynastii Targaryenów, Aerysa Obłąkanego.
- Catelyn Stark – żona Eddarda Starka, pochodząca z rodu Tullych.
- Sansa Stark – dwunastoletnia córka Eddarda Starka.
- Arya Stark – dziesięcioletnia córka Eddarda Starka.
- Brandon Stark – ośmioletni syn Eddarda Starka, nazywany Branem.
- Jon Snow – piętnastoletni bękart Eddarda Starka.
- Tyrion Lannister – syn lorda Tywina Lannistera.
- Daenerys Targaryen – córka Aerysa Obłąkanego.

## Odbiór
Powieść została wyróżniona Nagrodą Locusa w 1997. W tym samym roku została nominowana do nagród Nebula i World Fantasy Award. W styczniu 2011 roku książka stała się bestsellerem The New York Timesa i była najczęściej kupowaną w lipcu 2011.
Recenzje: Grzegorz Szczepaniak, "Spiski, honor i cała reszta", "Nowa Fantastyka", 1999/12, s. 68